# Molde de mano

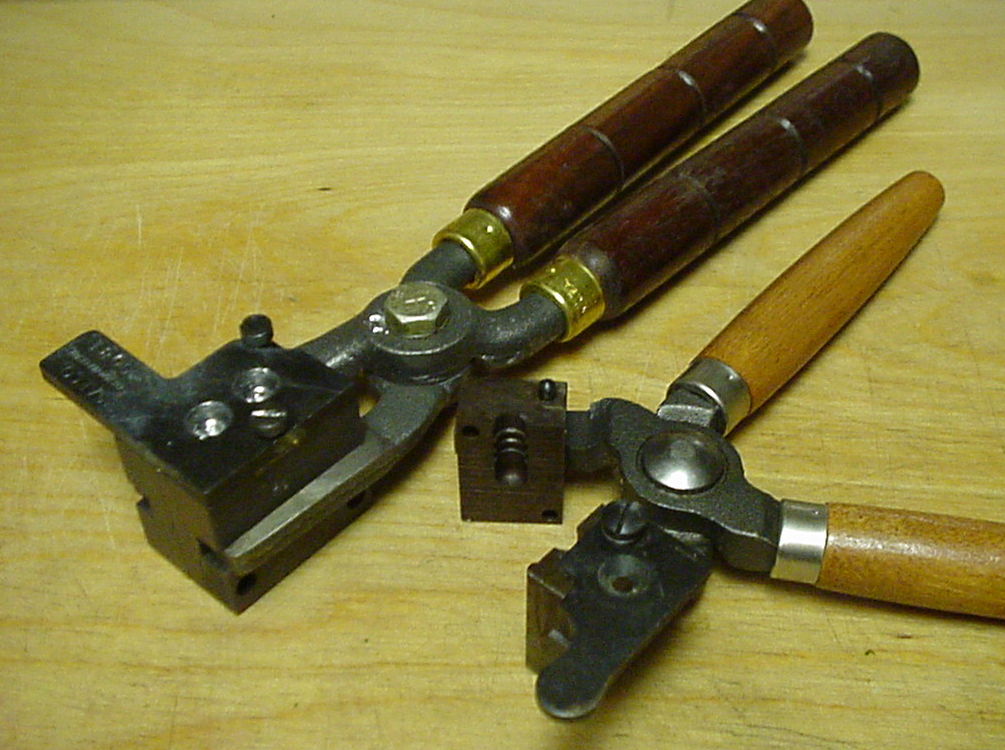
Dos moldes manuales para la fabricación de balas.

Un molde manual es un molde simple utilizado en trabajos de pequeña escala. Se utiliza en las industrias de impresión y moldeo por inyección.

## Impresión
En la industria de la impresión, un molde manual se refiere específicamente a un molde de dos partes, utilizado para la fundición de tipos hechos manualmente. La matriz se encuentra en el interior del molde.
En particular, se refiere a un sistema de fundición de tipo móvil, iniciado por Johannes Gutenberg, que fue ampliamente utilizado en los primeros tiempos de la imprenta en Europa (siglos XV-XVI).
En este método, el tipo se hacía tallando una cavidad con la forma de letra en una matriz hecha de un metal blando (típicamente cobre). Luego esta matriz se fijaba en la parte inferior del molde, la parte superior se cerraba sobre ella y se vertía en la cavidad la aleación metálica fundida. Usando el molde de mano, el impresor podía fabricar rápidamente cualquier tipo adicional que pudiera necesitar.

## Moldeo por inyección
En el moldeo por inyección, los moldes manuales son moldes simples que no tienen ningún dispositivo que aporte calor, enfriamiento o eyección. Esto significa que en el ciclo de trabajo de un molde manual, se requieren fuentes de calor para elevar la temperatura de los moldes, que se deben retirar después de cada ciclo para extraer las piezas moldeadas. Esto aumenta drásticamente el tiempo que requiere cada ciclo, lo que lo limita a series pequeñas, pero esta desventaja se compensa por el bajo costo del molde. Por lo general, son moldes de una sola cavidad, pero pueden ser de múltiples cavidades si el objeto moldeado es bastante pequeño; y solo tienen un diseño de dos o tres placas debido a la simplicidad de las piezas. Si solo se va a producir una serie de pocas piezas, los moldes pueden estar hechos de aluminio o latón, pero si se requieren más piezas los moldes se realizan en aceros convencionales.

## Fundición de balas
Las balas fundidas en un molde de mano siguen siendo muy populares entre los pequeños grupos de personas aficionadas a la avancarga y las municiones personalizadas. En una tradición que se remonta al comienzo de las armas de fuego, los moldes están hechos a medida para cada arma. En un bloque de moldeo se tallan de una a seis cavidades que recibirán el plomo fundido. Los bloques ahora están hechos generalmente de aluminio, lo que no permite que las aleaciones de plomo se peguen y solo se necesita una pequeña cantidad de compuesto de separación.